# عمر كامل مسقاوي
عمر كامل مسقاوي (ولد في 15 كانون الثاني 1935، في طرابلس لبنان) نائب رئيس المجلس الشرعي الإسلامي الأعلى في لبنان سابقا ، مفكر لبناني و نائب و وزير سابق، لازم المفكر الجزائري مالك بن نبي تلميذاً، و تولى، وفقاً لوصيته، نشر كتبه و ترجمة بعضها إلى العربية.

## حياته
ولد عمر كامل مسقاوي في مدينة طرابلس لبنان و أتم فيها دراسته الثانوية ثم سافر إلى مصر لينال إجازة في الحقوق و ماجستير في اختصاص قضاء الأحوال الشخصية من جامعة القاهرة، و إجازة الشريعة الإسلامية من جامعة الأزهر.
عاد إلى طرابلس لبنان في عام 1961 محامياً و ناشطاً حقوقياً، و نُشرت مقالات له في كافة الصحف اللبنانية.
ترأس جمعية مكارم الأخلاق الإنسانية ومؤسساتها التربوية في مدينة طرابلس (ثانوية روضة الفيحاء) عام 1962 وساهم من خلال موقعه هذا في نهضة الثقافة في طرابلس.
عمل بين عامي 1964 و 1966 عضواً في المجلس الاستشاري لمفتي الجمهورية اللبنانية، وذلك في عهد الشيخ محمد علايا، ثم عُيّن عام 1967 عضوًا في المجلس الإسلامي الشرعي الأعلى ولا يزال يشغل حتى اليوم منصب نائب رئيس هذا المجلس.
عمل بين عامي 1979 و 1990 عضوًا في مجلس بلدية طرابلس، و انتُخب عام 1992 نائبًا في المجلس النيابي عن دائرة طرابلس وشمال لبنان، وتمّ اختياره وزيراً للنقل على مدى ثلاث حكومات متتالية ترأسها الرئيس رفيق الحريري من 1992 حتى 1998.
حمّله المفكر الجزائري الكبير مالك بن نبي مسؤولية كتبه المادية و المعنوية في وصية رسمية سجلت في المحكمة الشرعية في طرابلس لبنان عام 1971. و قد تابع نهجه و مشروعه بترجمة بعض أعماله و مقالاته و تصدير كتبه، إضافة إلى ما ألفه و نشره عن حياته و فكره.

## مؤلفاته
- نظريات في الفكر الإسلامي ومالك بن نبي.
- مقاربات حول فكر مالك بن نبي.
- في صحبة مالك بن نبي.
- العالمية ورسالة الحضارة والثقافة في فكر مالك بن نبي.
- وحدة الحضارة، 1988 عن دار الفكر - دمشق.
- آراء إسلامية في قضايا معاصرة، صدر عام 1994 عن المعهد العالي للدراسات الإسلامية التابع لجمعية المقاصد الخيرية الإسلامية في بيروت.
- بنية المجتمع ومسار الدولة في لبنان، صدر عام 1998 عن دار النفائس - بيروت.
- رؤى ثقافية وفكرية وسياسية في مسيرة القرن العشرين، صدر عن دار تريبوليس.
- نظام الوقف وأحكامه الشرعية والقانونية.
- ساهم إلى جانب عبد الصبور شاهين في ترجمة كتاب (شروط النهضة)، أحد أهم كتب مالك بن نبي.

## وصلات خارجية
- Youtube: تكريم عمر مسقاوي، شباط 2013
- موقع دار الفكر للنشر - ملف عمر كامل مسقاوي